# Nicolas Colbert de Vandières
Nicolas Colbert, sieur de Vandières, 1590 - 21 décembre 1661, est un négociant et financier originaire de Reims et le père de Jean-Baptiste Colbert.

## Carrière
Nicolas Colbert est le quatrième enfant de Jean V Colbert et de Marie Bachelier. Il est baptisé en l'église Saint-Pierre-le-Vieil de Reims le 25 mars 1590. Le 25 septembre 1614, il épouse sa cousine Marie Pussort, fille d'un négociant rémois installé à Rethel. Associé aux affaires de sa famille (banque et commerce de gros), il exerce également des responsabilités municipales : élu capitaine de la compagnie des arquebusiers de Reims en 1623, échevin de Reims en 1625. En 1626, il reçoit d'un cousin l'office de capitaine pour le roi du château de Fismes. En 1628, il prend le nom de "sieur de Vandières", terre léguée par le même cousin.
En 1629, Nicolas Colbert s'installe à Paris et se livre à des activités de banque. En 1632, il acquiert un office de receveur général et payeur des anciennes rentes de la Ville de Paris assignées sur les aides. Parallèlement, il devient "partisan", c'est-à-dire membre d'une société de financiers (ou "parti"), chargée du recouvrement des impôts pour le compte du pouvoir royal.
Le 21 mai 1641, il est pourvu de l'office de maître d'hôtel ordinaire du roi. Le 15 mars 1652, il reçoit un brevet de conseiller d'État.
Nicolas Colbert de Vandières meurt à Paris le 21 décembre 1661. Il est inhumé dans le cimetière Saint-Nicolas-des-Champs.

## Postérité
Nicolas Colbert et son épouse eurent dix-huit enfants, dont neuf vécurent. Sur cinq filles, quatre entrèrent en religion. La seconde, Marie, épousa Jean Desmaretz, trésorier de France à Soissons, et fut la mère de Nicolas Desmarets, futur commis de Colbert puis contrôleur général des Finances à la fin du règne de Louis XIV. Les quatre fils survivants furent:
- Jean-Baptiste Colbert (1619-1683) ;
- Nicolas Colbert (1628-1676), évêque de Luçon puis d'Auxerre ;
- Charles Colbert (1625-1696), marquis de Croissy, secrétaire d'Etat des Affaires étrangères ;
- Édouard-François Colbert (1633-1696), comte de Maulévrier, lieutenant général des armées du roi.

Claire, Louise-Antoinette, Claire et Cécile se firent religieuses : Claire (1618-†1680), qui était l'aînée, fut abbesse de Sainte-Claire de Reims, Louise-Antoinette (1631-1698), prieure de la Visitation de Rouen, Agnès (1634-†1714), élue abbesse triennale des Clarisses de Reims en 1680 et 1683, elle gouverna ensuite l'abbaye pendant quatre ans de plus, sur l'ordre du Pape, c'est-à dire jusqu'en 1691. Cécile (1640-1720), abbesse de l'abbaye du Lys.